# Scaphognathus
 Scaphognathus  („Wannenkiefer“) war eine Gattung langschwänziger Flugsaurier aus dem Oberjura, die nur von zwei fossilen Exemplaren aus dem Solnhofener Plattenkalk bekannt ist. Beide Exemplare gehören zur Typusart S. crassirostris.
Das erste Exemplar aus dem bayerischen Solnhofen wurde 1831 vom Bonner Professor Georg August Goldfuß als Pterodactylus crassirostris beschrieben. Es war einer der ersten gefundenen Flugsaurier und der erste mit langem Schwanz, der beim ersten Exemplar jedoch nicht erhalten geblieben war. Heute befindet sich das Fossil in der Sammlung des Goldfuß-Museums der Universität Bonn. Das Fossil wurde im Jahr 2021 durch die deutsche Paläontologische Gesellschaft zum Fossil des Jahres erklärt.
Das zweite Exemplar wurde in Mühlheim (Mörnsheim) bei Solnhofen gefunden. Es ist ein halb so großes Jungtier, das einen langen, noch flexiblen Schwanz hatte. Auch einige Knochen im Fuß waren noch nicht voll verknöchert. Anhand dieses Exemplars wurde die Zugehörigkeit der Gattung zu den langschwänzigen Rhamphorhynchidae erkannt. Der Zoologe Johann Andreas Wagner (1797–1861) stellte die Gattung Scaphognathus 1861 auf. Es befindet sich im Fossilien- und Steindruckmuseum Gunzenhausen.
Scaphognathus hat einen kürzeren, mit größeren Schädelfenstern versehenen Schädel als Rhamphorhynchus. Seine Zähne, 18 im Oberkiefer und 10 im Unterkiefer, stehen senkrecht und sind nicht, wie bei diesem, nach vorne gerichtet. Da der Oberkiefer am Ende etwas nach oben geht, berühren sich die Kieferenden bei geschlossenem Maul nicht. Ob der Kiefer zum Fischfang oder für die Jagd auf Insekten angepasst war, ist bis heute ungeklärt. Das erwachsene Exemplar muss eine Flügelspannweite von 90 Zentimetern gehabt haben, das jüngere erreichte einen halben Meter.